# Operación Nightfall
Operación Nightfall (Traducida como "Anochecer" o "Caída de la Noche") es una operación militar ficticia mencionada en la serie 24 de Fox, ocurrida dos años antes de los eventos en la Temporada 1, en Kosovo, entonces parte de Yugoslavia.

## Sinopsis
La Operación Caída de la Noche era una misión secreta autorizada por el senador David Palmer para asesinar al criminal Viktor Drazen, -un connotado directivo serbio que apoyó con logística y armamento las operaciones genocidas de Slobodan Milošević-, durante la Guerra de Los Balcanes.
Esta operación estaba contra los parámetros de la OTAN, por lo cual tuvo que mantenerse en el más estricto secreto. El agente especial de la NSA Robert Ellis organizó un equipo de los mejores hombres de las Fuerzas Delta del Ejército de los Estados Unidos, entre ellos Jack Bauer. Estos agentes fueron separados entre ellos y de la capa de legalidad otorgada por el comité de autorización, de modo que difícilmente cada miembro sabría quién más estaba involucrado en la operación. Además se contó con la asistencia del Servicio Secreto al servicio de Su Majestad, MI6, quienes facilitaron en un préstamo al agente Stephen Saunders.
El comité que autorizó la operación estaba dirigido por un subcomité de índole político, conformado por senadores, entre ellos David Palmer, quien finalmente dio el visto bueno a la operación.
Los objetivos de la misión eran la identificación e infiltración del escondite de Drazen, para su captura y eliminación. El equipo se acercó al perímetro del escondite a las 08:00 horas, seguido de la identificación visual de quien asumieron era Drazen, a las 1100; posteriormente se procedió a enviar una señal a un F/A-18 Hornet, el cual 6 minutos después hizo contacto con el objetivo, destruyéndolo con un ataque de misil.
Por circunstancias adversas, el equipo no logró salir a tiempo del área. De todos los miembros del equipo de ataque, sólo Jack Bauer salió con vida.

## Consecuencias y resultados
Durante los acontecimientos representados en la Temporada 1, Jack Bauer, había ya dejado el ejército de los EE. UU. y estaba alistado en CTU. Cuando la familia de Bauer es atacada y similarmente se detecta una amenaza contra David Palmer, Jack siguió varias pistas hasta ser capturado y forzado a matar a Palmer. Tras escapar de esta amenaza Jack logra determinar dónde está atrapada su familia y logra rescatarlos, pero es arrestado por CTU para una investigación. Tras una confrontación con David Palmer por el intento de asesinato, Palmer ofrece toda su ayuda a Jack, quien logra dar con una instalación oculta del Departamento de Justicia. Una vez allí, descubrió a Víktor Drazen, y Jack se dio cuenta de que el edificio atacado dos años atrás, había sido ocupado por un doble de Drazen. Este dice que su esposa y parte de su familia perecieron producto del ataque, tras lo cual él había sido capturado y sus hijos, André y Alexis, habían hecho averiguaciones y planeando su venganza, especialmente la vendetta personal contra Jack Bauer usando a su familia como blanco. Jack finalmente elimina a Drazen, pero debe sufrir una gran pérdida personal cuando un contacto de éste logra llegar hasta la familia de Jack en CTU.
Más adelante en la Temporada 3 se descubre que Stephen Saunders había sobrevivido realmente al ataque en Kosovo y había estado prisionero y torturado por las fuerzas de serbias por dos años. Durante este tiempo Saunders experimentó un cambio profundo del carácter. Cuando él finalmente se escapó, él tenía una vendetta contra la política extranjera de los Estados Unidos y culpó el país, así como a Jack Bauer. Por medio de un asociado, Michael Amador, adquirió una poderosa arma vírica, con la cual logra manipular al Gobierno de los Estados Unidos en la persona del entonces Presidente, David Palmer, hasta que Jack logra detenerlo usando a la hija de Stephen como anzuelo para un intercambio de prisioneros. Los ataques víricos de los seguidores de Stephen son detenidos, pero un último enlace trataría de escapar con el virus. Mientras Jack sale de CTU para tratar de detenerlo, Stephen es asesinado dentro de las instalaciones por la esposa de un trabajador de CTU, Gael Ortega, que fue víctima del arma vírica.
- Datos: Q9052610